# Moldàvia al Festival de la Cançó d'Eurovisió 2012
| Edició                   | 2012                            |
| Televisio(ns) implicades | TRM                             |
| Nom de la preselecció    | Per determinar                  |
| Dates                    | 10 de març de 2012.             |
| Format                   | Festival obert: una única gala. |
| Presentadors             | Per determinar                  |
| Nombre de participants   | 21                              |

La televisió moldava aposta un any més per organitzar una preselecció oberta per escollir el seu representant pel Festival de 2012.

## Organització
El període de recepció de propostes es va obrir el dia 28 de desembre de 2011 i va finalitzar el 16 de gener de 2012. En total, la TRM va rebre 85 propostes.

El format comptarà amb una fase prèvia de càstings, on un jurat de la cadena escollirà 20 finalistes. Un finalista addicional es seleccionarà a través d'una plataforma web on els internautes podran votar la seva favorita.

Els 21 finalistes competiran a una gala televisada, prevista pel 10 de març de 2012.

## Candidats
Les 85 propostes rebudes es poden consultar a la plataforma web de la TRM:

http://eurovision.trm.md/2012/participanti.php?sort=1 Arxivat 2012-01-21 a Wayback Machine.
Els 20 finalistes anunciats pel jurat de la TRM el 29 de gener de 2012 són:

- Adrian Ursu - Be yourself
- Alexandru Manciu - If you leave
- Anna Gulko - Ballad of love
- Cristina Croitoru - Fight for love
- Dara - Open your eyes
- Doinita Gherman - Welcome to Moldova
- Geta Burlacu - Never ever stop
- Inaya - Lights
- Irina Tarasiuc & Mc Gootsa - Save a little sunshine
- Ksenya Nikora - You better rush
- Leria - A ray of sun
- M Studio - Open your eyes
- MC Mike & Human Place - Moll girl
- Nelly Ciobanu - Turn on the light
- Nicoleta Gavrilita - Crazy little thing
- Paralela 47 - Arde
- Pasha Parfeny - Lautar
- Ruslan Taranu - Blanshe
- Transbalkanica - Balkan riders
- Univox - Moody numbers